# Будинок архітектора Болдирєва (Новочеркаськ)
Будинок архітектора Болдирєва (рос. Дом архитектора Болдырева) — об'єкт культурної спадщини регіонального значення, який розташований в місті Новочеркаську Ростовської області (Росія) за адресою вулиця Червоноармійська, 18.

## Історія
Власником будинку, за проектом якого споруду було побудовано, був архітектор Сергій Іванович Болдирєв. За фахом він був інженером-будівельником. У зв'язку зі своєю діяльністю, про Болдыреве є згадка в «Пам'ятній книжці Області війська Донського», що датується 1900 роком. Сергій Іванович обіймав посаду титулярного радника, а пізніше став надвірних радником. Був членом комісії з питань спорудження Військового Вознесенського кафедрального собору, який побудували в 1903 році і відкрили у 1905 році. Відомо, що його пов'язували родинні зв'язки з генералом Белявським, якому належав будинок на вулиці Червоноармійській, 15. Болдирєв був архітектором будівлі Російсько-Азіатського банку, побудованого в 1905 році і відомого як будівля колишнього Будинку піонерів. Сергій Іванович дружив з архітектором Г. І. Сальниковим, Я. І. Коротченковим, художником В. І. Криловим і скрипалем К. І. Думчевим.
За приблизними підрахунками, архітектор спроектував і побудував близько 25 будинків у місті, в тому числі і свій будинок по вулиці Червоноармійській, 18, побудований в 1905 році. У 1914 році до будинку був прибудований флігель, у якому жила Надія Василівна Сальникова. Її чоловік Г. М. Сальников, був репресований у 1938 році.
З 1992 року особняк визнано об'єктом культурної спадщини регіонального значення і пам'ятником архітектури. Відомо, що в будинку за цією адресою також проживала внучка його першого власника — Тетяна Борисівна Болдирєва.

## Опис
Двоповерховий будинок, який не особливо виділяється декоративним оздобленням, властивим того періоду забудови.